# Сулейман-реис
Сулейман-реис (тур. Süleyman Reis, урожденный как Иван Дирки де Веенбур нидерл. Ivan Dirkie de Veenboer; XVI век, Хорн, Северная Голландия — 10 октября 1620, Картахена) — голландский капер и пират XVII века. Участвовал в восьмидесятилетней войне как капер на службе Голландской республики, позже обратился к пиратству и стал капитаном корсарского флота в Алжире, который возглавлял Симон де Дансер, другой известный корсар-ренегат нидерландского происхождения. Позже де Веенбур принял ислам, став известен как Сулейман-реис (также иногда Солиман или Слемен-рейс) и сделал очень успешную карьеру османского капитана и берберского пирата, в последние годы жизни командовал всем корсарским флотом Алжира.

## Биография
Иван Дирки де Веенбур родился в Хорне и участвовал в восьмидесятилетней войне против испанцев как капер Голландской республики. Он действовал легально на основании каперского патента от голландского Адмиралтейства, но не добился каких-либо заметных успехов и оставил службу в республике. После этого он присоединился к другим бывшим корсарам, действовавшим в Северной Африке, став офицером под руководством еще одного берберского корсара нидерландского происхождения Симона де Дансера где-то между 1606 и 1609 годами. На берберском побережье Де Венбура ожидал гораздо больший успех, чем в Европе и находясь в Алжире он принял ислам суннитского толка и сменил имя на Сулейман. Позже он получил титул раиса (или адмирала) во время посещения столицы Османской империи и суннитского халифата в Константинополе и к 1617 году он уже командовал собственным флотом. Сулейман-реис чаще всего использовал на своих кораблях флаг Алжира, однако его команда была преимущественно голландской и во время нападения на испанские корабли он всегда поднимал голландский флаг.
В конце концов он решил вернуться в Нидерланды и через посредство голландского консула в Алжире Вайнанта де Кейзер ван Болландта попытался договориться с голландскими властями о помиловании. Хотя он большей частью прекратил нападения на голландское судоходство, а если и совершал их, то заботился о безопасном возвращении голландских экипажей, конфликт с де Кейзером положил конец его чаяниям быть оправданными за свои преступления.
В 1618 году он достиг пика своего могущества, командуя пятьюдесятью военными кораблями своего флота, которые были разделены на отдельные эскадры. Несколько будущих известных корсаров воевали в его флоте, в частности Ян Янсон, который служил у него вождем и также принял ислам. Масштаб его приступов поражал. Так, однажды он напал на целую флотилию торговых кораблей, в которую входили пять голландских кораблей, один французский и один итальянский корабль. Сулейман-реис захватил два из них, а остальным разрешили бежать.
В том же году Де Веенбур потерял свой пост руководителя флота в пользу Мустафы-реиса. Сулейман-реис решил уйти в отставку, напоследок захватив судно с грузом сахара, прежде чем поселиться в Алжире. Однако его отставка продолжалась недолго, поскольку в начале 1620 года он отплыл из порта, и захватил богатый французский приз. Во время плавания вдоль побережья в июле того же года он и четыре других корабля попали в штиль и были неожиданно атакованы тремя голландскими военными кораблями под командованием капитанов Хоэна, Клейнсорга и Шеффа. Флагману Сулейман-реису и ещё двум кораблям удалось скрыться, хотя его корабль получил значительные повреждения. В августе ему удалось добраться до Алжира, и после месяца в порту на ремонте он снова оставил Алжир во главе флотилии с восьми кораблей. Флот Сулеман-реиса находился в море более двух месяцев, прежде чем 10 октября 1620 года столкнулись с военно-морской эскадрой с одного голландского, двух французских и двух английских военных кораблей. Де Венбур решил вступить в бой с ними и после долгого сражения в гавани Картахены был убит после того, как пушечное ядро разбило ему обе ноги. Противники отправили на берег шлюп с его трупом.